# Universitatea din Foggia

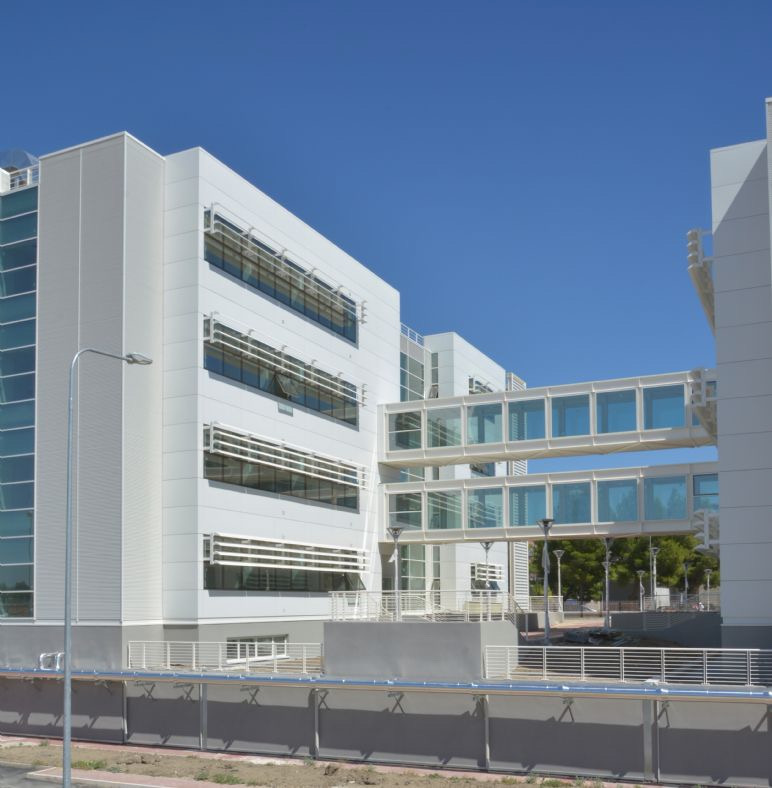
Centrul biomedical al Universității din Foggia

Universitatea din Foggia, oficial Università degli Studi di Foggia (UNIFG), este o universitate de stat autonomă din Foggia, Italia. UNIFG a fost fondată în 1999.

## Rector
- Antonio Muscio (1999-2008)
- Giuliano Volpe (2008-2013)
- Maurizio Ricci (din 2013)